# Fiolen
Fiolen är en sjö i Alvesta kommun i Småland och ingår i Mörrumsåns huvudavrinningsområde. Sjön är 10 meter djup, har en yta på 1,55 kvadratkilometer och är belägen 225 meter över havet. Fiolen ligger i Fiolenområdets Natura 2000-område. Vid provfiske har abborre, gädda, mört och sik fångats i sjön.

## Delavrinningsområde
Fiolen ingår i det delavrinningsområde (632907-142261) som SMHI kallar för Utloppet av Fiolen. Medelhöjden är 230 meter över havet och ytan är 5,46 kvadratkilometer. Det finns inga avrinningsområden uppströms utan avrinningsområdet är högsta punkten. Vattendraget som avvattnar avrinningsområdet har biflödesordning 3, vilket innebär att vattnet flödar genom totalt 3 vattendrag innan det når havet efter 131 kilometer. Avrinningsområdet består mestadels av skog (37 procent), öppen mark (11 procent) och jordbruk (17 procent). Avrinningsområdet har 1,55 kvadratkilometer vattenytor vilket ger det en sjöprocent på 28,3 procent.